# Le Havre AC Handball
Pour un article plus général, voir Le Havre Athletic Club.
Maillots
Actualités
Le Havre Athletic Club Handball est la section de handball du club omnisports français du Havre Athletic Club, basé au Havre.
Club majeur du handball féminin français dans les années 2000, il remporte notamment deux victoires en coupe de France en 2006 et 2007 et obtient cinq places de vice-championnes de France consécutives de 2006 à 2010. 
Après 13 saisons en 1re division, le club connaît la relégation en 2e division à l'issue de la saison 2014-2015.

## Historique
En 1989, trois anciens de l'ESM Gonfreville, Christian Petit, Denis Coquin et Robert Frécon sont à l'origine de la création de la section de handball du Havre Athletic Club. Les objectifs sont alors la formation de jeunes et l'ambition de construire un club de standing national à l'horizon de 1996. Cette entente HAC-ESMGO porte  ses fruits puisque le club atteint rapidement le deuxième niveau national, le club terminant premier de sa poule de N1 fédérale en 1995 avant d'être battu en demi-finale.

### Bilan saison par saison
| Saison    | Div.        | Rang               | Coupe de France    | Coupe de la Ligue  | Coupes d'Europe*    |
| --------- | ----------- | ------------------ | ------------------ | ------------------ | ------------------- |
| 1994-1995 | Division 2  | 1/2 finale         | Pas de compétition | Pas de compétition | Non qualifié        |
| 1995-1996 | Division 2  | ?                  | Pas de compétition | Pas de compétition | Non qualifié        |
| 1996-1997 | ?           | ?                  | Pas de compétition | Pas de compétition | Non qualifié        |
| 1997-1998 | Nationale 1 | 1re                | ?                  | Pas de compétition | Non qualifié        |
| 1998-1999 | Division 2  | 7e                 | 1/8 de finale      | Pas de compétition | Non qualifié        |
| 1999-2000 | Division 2  | 5e                 | Pas de compétition | Pas de compétition | Non qualifié        |
| 2000-2001 | Division 2  | 3e                 | Phase de poule     | Pas de compétition | Non qualifié        |
| 2001-2002 | Division 2  | 1re                | 1/8 de finale      | Pas de compétition | Non qualifié        |
| 2002-2003 | Division 1  | 4e                 | 1/4 de finale      | Demi-finale        | -                   |
| 2003-2004 | Division 1  | 4e                 | Pas de compétition | Demi-finale        | C4 : 1/8 de finale  |
| 2004-2005 | Division 1  | 6e                 | 1/8 de finale      | Finale             | C3 : 1/8 de finale  |
| 2005-2006 | Division 1  | 2e                 | Vainqueur          | Finale             | -                   |
| 2006-2007 | Division 1  | 2e                 | Vainqueur          | Demi-finale        | C2 : 1/8 de finale  |
| 2007-2008 | Division 1  | 2e                 | Pas de compétition | Quart de finale    | C2 : 1/4 de finale  |
| 2008-2009 | Division 1  | 2e                 | 1/4 de finale      | Finale             | C2 : 1/16 de finale |
| 2009-2010 | Division 1  | 2e                 | Finale             | Demi-finale        | C3 : Demi-finale    |
| 2010-2011 | Division 1  | 6e                 | Demi-finale        | Demi-finale        | C3 : 1/8 de finale  |
| 2011-2012 | Division 1  | 6e - (S.R. : 4e)   | Finale             | Demi-finale        | C4 : Vainqueur      |
| 2012-2013 | Division 1  | 6e - (S.R. : 4e)   | Demi-finale        | Demi-finale        | -                   |
| 2013-2014 | Division 1  | 3e - (S.R. : 4e)   | Demi-finale        | 1/4 de finale      | -                   |
| 2014-2015 | Division 1  | 10e - (S.R. : 8e)  | Demi-finale        | 1/4 de finale      | C4 : Demi-finale    |
| 2015-2016 | Division 2  | 6e                 | 1/64 de finale     | -                  | -                   |
| 2016-2017 | Division 2  | 3e                 | 1/16 de finale     | Pas de compétition | -                   |
| 2017-2018 | Division 1  | 12e - (S.R. : 11e) | 1/8 de finale      | Pas de compétition | -                   |
| 2018-2019 | Division 2  | 5e                 | 1/16 de finale     | Pas de compétition | -                   |
| 2019-2020 | Division 2  | arrêté (4e)        | 1/16 de finale     | Pas de compétition | -                   |
| 2020-2021 | Division 2  | Finaliste          | Non qualifié       | Pas de compétition | -                   |
| 2021-2022 | Division 2  | 5e                 | 2e tour            | Pas de compétition | -                   |
| 2022-2023 | Division 2  | 7e                 | 2e tour            | Pas de compétition | -                   |
| 2023-2024 | Division 2  | 8e                 | Phases de poule    | Pas de compétition | -                   |
| 2024-2025 | Division 2  | 1er                | Phases de poule    | Pas de compétition | -                   |
| 2025-2026 | Division 1  | à venir            | à venir            | Pas de compétition | -                   |

* C2 = Coupe des vainqueurs de coupe ; C3 = Coupe de l'EHF ; C4 = Coupe Challenge

## Palmarès
| Compétitions internationales                                                         | Championnats nationaux | Coupes nationales |
| - Coupe de l'EHF : - ½ finaliste en 2010 - Coupe Challenge (1) : - Vainqueur en 2012 | - Championnat de France : - Vice-champion en 2006, 2007, 2008, 2009 et 2010 - Championnat de France de Division 2 (1) : - Champion en 2002 et 2025 - Vice-champion en 2021 | - Coupe de France (2) : - Vainqueur en 2006 et 2007 - Finaliste en 2010 et 2012 - Coupe de la Ligue : - Finaliste en 2005, 2006 et 2009 - ½ finaliste en 2013, 2012, 2011, 2010, 2007, 2004 et 2003 |

## Personnalités liées au club

### Joueuses célèbres
Parmi les joueuses ayant évolué au club, on trouve :
- Haifa Abdelhak
- Nely Carla Alberto
- Paule Baudouin
- Deonise Cavaleiro
- Nabila Chibani
- Feriel Choukri
- Mioara Darjan
- Stéphanie Daudé/N'Tsama Akoa
- Marta Gęga
- Sophie Herbrecht
- Nicky Houba
- Rachelle Kouyo
- Dragica Kresoja
- Clarisse Leroy
- Laura Lerus-Orfèvres
- Livia Martins Horacio
- Rafika Marzouk
- Claudine Mendy
- Ionica Munteanu
- Nodjialem Myaro
- Chantal Okoye
- Daniela Pereira
- Anastasiya Pidpalova
- Katty Piejos
- Elena Polenova
- Linda Pradel
- Mariama Signaté
- Aline Silva dos Santos
- Karolina Siódmiak
- Jana Simerská
- Ana de Sousa
- Jovana Stoiljković
- Agata Szukiełowicz-Genes
- Maakan Tounkara
- Christine Vanparys
- Kateřina Vašková
- Darly Zoqbi de Paula

### Entraîneurs
La liste des entraîneurs du club est :
- inconnu : avant 1999
- Frédéric Bougeant : de 1999 à 2012
- Aurélien Duraffourg : de 2012 à 2014
- Sandor Rac : de 2014 à 2015
- Roch Bedos : de 2015 à 2019
- Stéphane Pellan : de 2019 à 2024
- Tom Garnier : depuis 2024[7]

### Présidents
- Marie-Lou et Paul Bougeant jusqu’en 2010
- Benoît Guillous : de 2010 à 2018
- Oumou Niang-Fouquet et Guillaume Milert : depuis 2018

### Supporters
Le supporter-club officiel du HAC Handball est ATT'HAChand.

## Infrastructures
Les joueuses du HAC évoluent au Docks Océane et s'entraînent au complexe multisports du Havre.

## Galerie

Lors de la victoire en Coupe d'Europe Challenge.
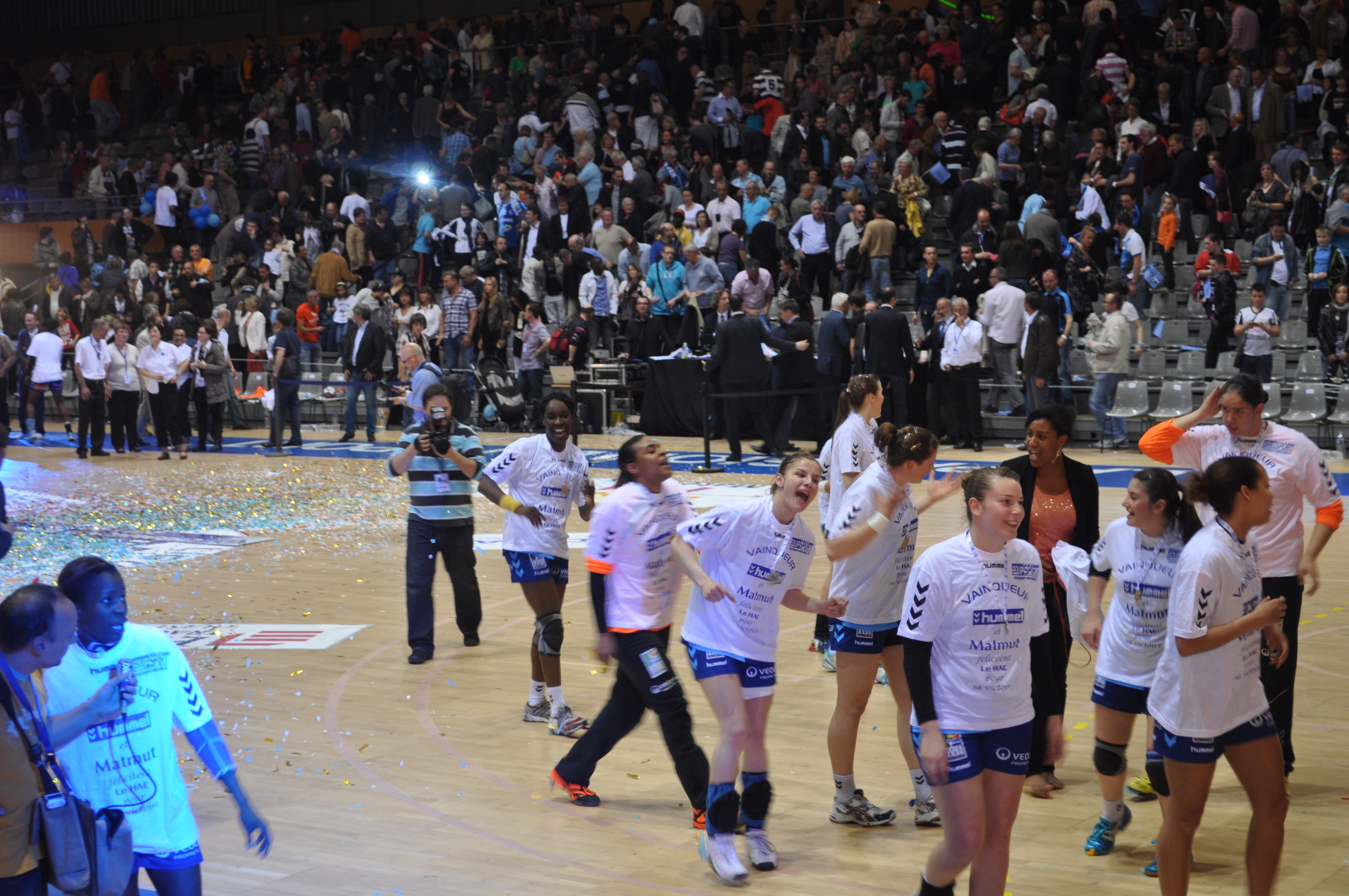
Victoire du HAC au Docks Océane.
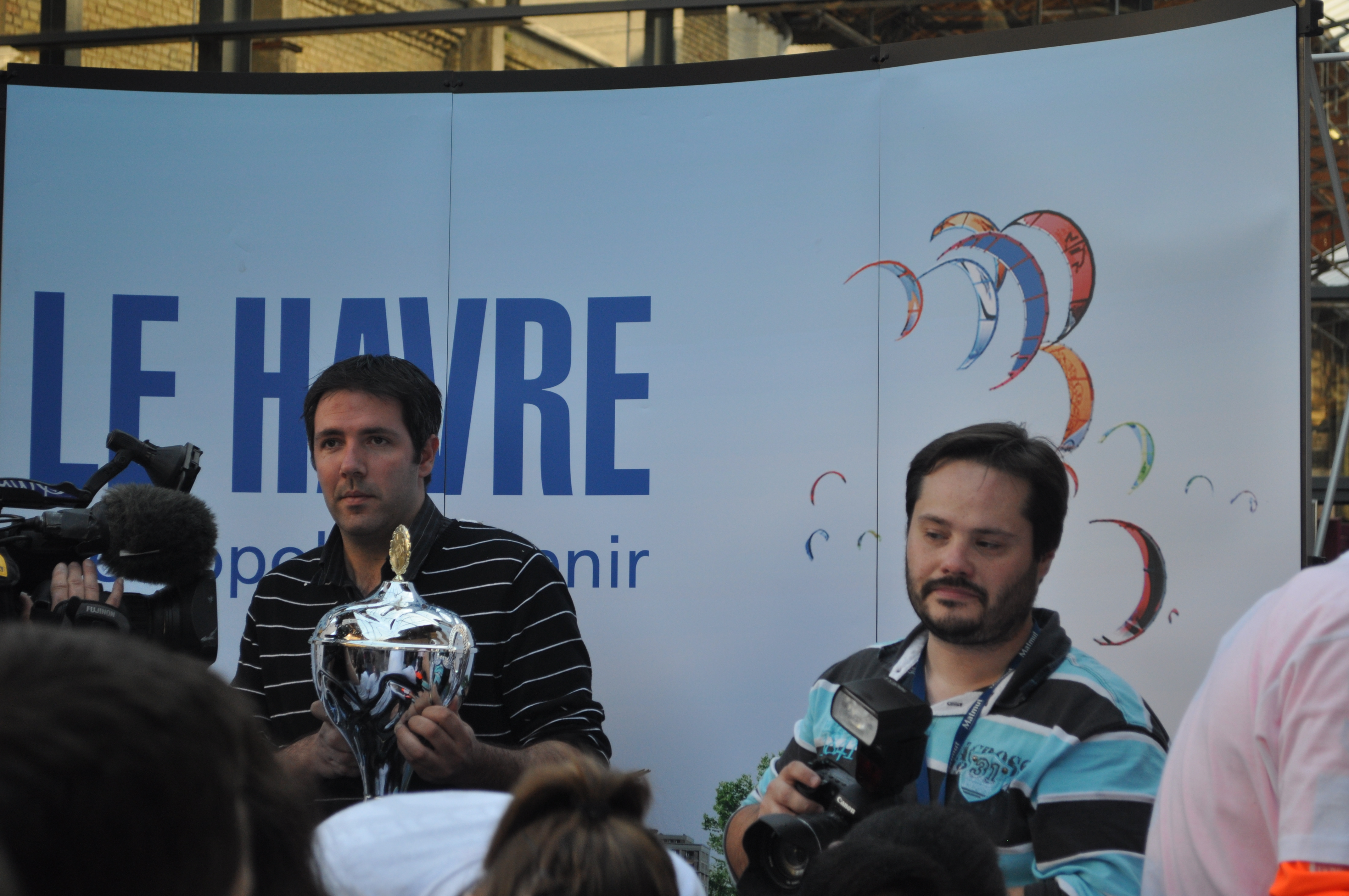
Présentation de la Coupe.
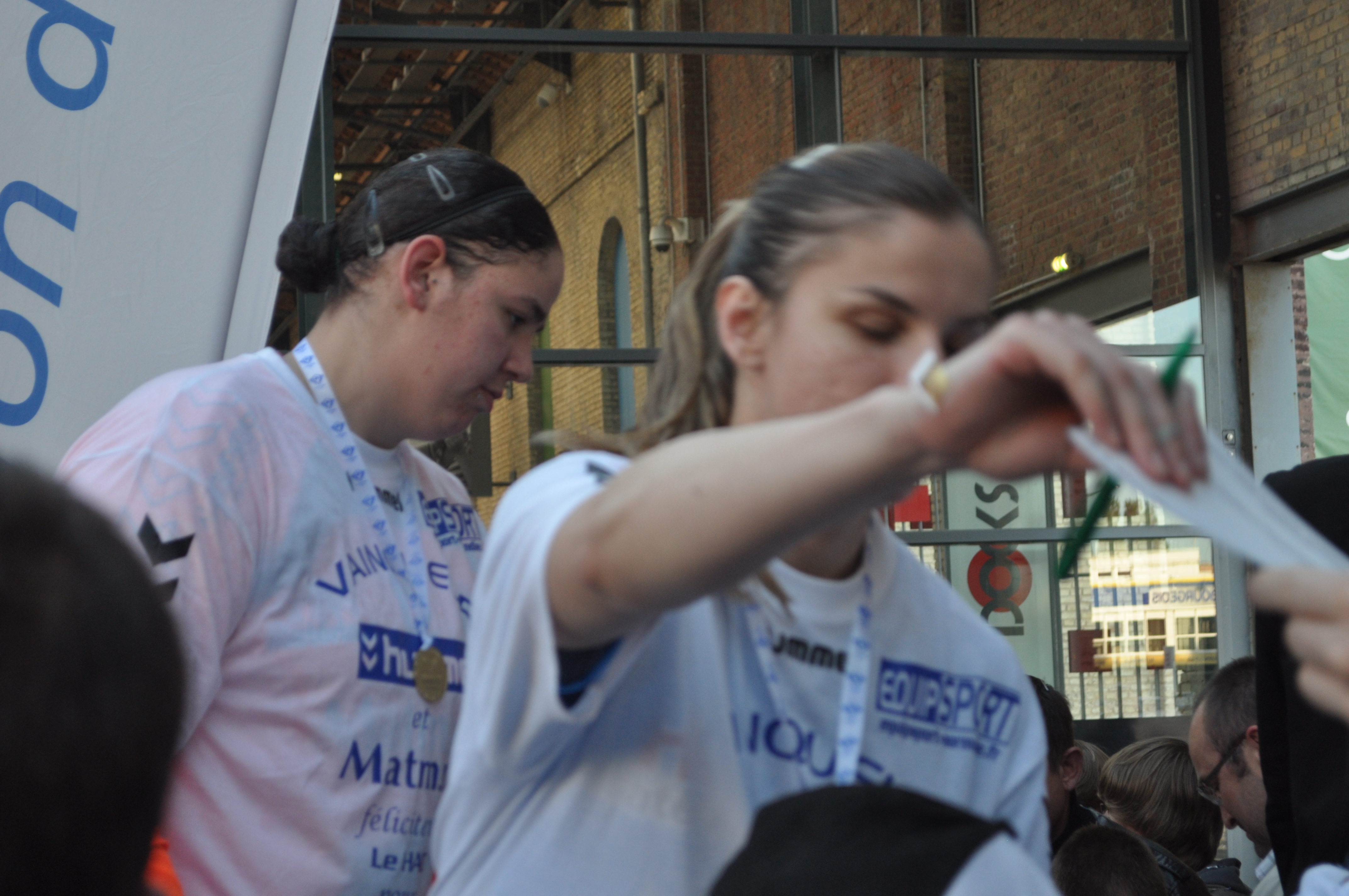
Dragica Kresoja et Daniela Pereira.

Identité visuelle
Logo avant 2018.
Logo depuis 2018.